# Вилапуцу
Вилапу̀цу (на италиански: Villaputzu; на сардински: Biddeputzi, Бидепуци) е малко градче и община в Южна Италия, провинция Южна Сардиния, автономен регион и остров Сардиния. Разположено е на 11 m надморска височина. Населението на общината е 4855 души (към 2011 г.).